# John Newman
John William Peter Newman (Settle, Yorkshire del Norte, Inglaterra; 16 de junio de 1990) es un cantante, DJ y productor discográfico británico. Saltó a la fama en 2012 gracias a su aparición en el tema «Feel The Love» de Rudimental, que entró en la posición número 1 de la lista UK Singles Chart.
En 2013, lanzó su álbum debut Tribute, que obtuvo el puesto número 1 de la lista de álbumes británica, y consiguió la certificación discográfica de platino en Reino Unido. A finales de 2015, publicó su segundo disco Revolve que tuvo un bajo recibimiento en las listas de éxito. Para febrero de 2014, Newman había vendido más de 1.3 millón de copias entre álbumes y sencillos en su país natal.

## Primeros años
Nacido el 16 de junio de 1990 en Settle, una pequeña comunidad inglesa de Yorkshire del Norte en el Reino Unido, creció en su ciudad natal junto con su hermano mayor James, quien también es cantante y compositor. Hijo de Jackie, madre soltera que trabajó como recepcionista para una lechería por más de treinta y cinco años, a los seis años de edad sus padres se divorciaron. Su hermano es también cantante, James Newman. Asistió a la escuela primaria de Settle. A los dieciséis años, culminó sus estudios en la escuela secundaria, y apasionado con la mecánica automotriz, se inscribió en la facultad de diseño de autos en una universidad inglesa; sin embargo, no culminó sus estudios.

## Carrera musical

### Comienzos y éxito internacional con colaboraciones
Newman a una temprana edad empezó a escuchar música motown y northern soul de los años setenta y ochenta, gracias a su madre quien era una aficionada. En su escuela primaria recibió lecciones de arte dramático. Cuando su hermano mayor James era un adolescente abandonó su casa para formar una banda, acontecimiento que inspiró a Newman a lanzar una carrera artística. En su adolescencia empezó a inspirarse en géneros como el house, hip hop y el punk, aunque siempre mantuvo como influencias principales el motown y northern soul. Asimismo se aficionó con elepés de Diana Ross, James Brown, Damien Rice, Ray LaMontagne y Ben Harper. Entre los catorce y quince años compuso varias canciones y aprendió a tocar la guitarra, e improvisó un estudio de grabación debajo de la escalera de su casa para producir música con una computadora portátil y una guitarra acústica. Mezcló diversas muestras de audios de los temas que solía escuchar, y después de incluir su voz en las pistas, se motivó a realizar actuaciones musicales; el artista realizó puestas en escena en bares, fiestas de cumpleaños y bodas de su localidad natal. Newman en su infancia también aprendió a hacer diseños de karts.

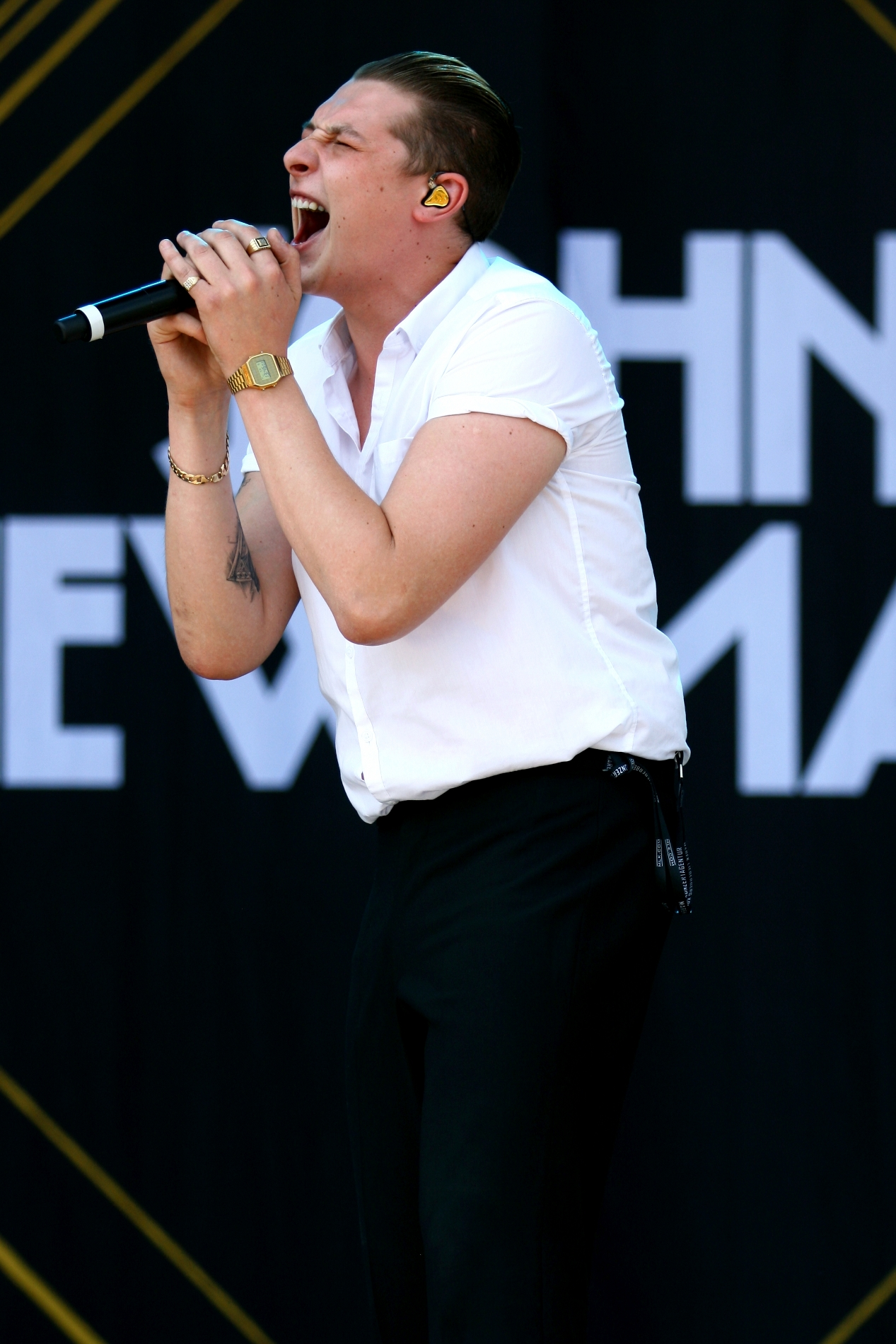
Newman en una actuación musical en 2014.

Newman después de culminar la secundaría, ingresó a la universidad para estudiar diseño de autos, pero con el tiempo, abandono sus estudios al sentir que debía lanzar una carrera musical como un compositor, disyóquey o productor, ya que pensaba que no era un buen vocalista. Así, esperando hacer una carrera en la música, a los diecisiete años se mudó a Leeds en Yorkshire del Oeste para estudiar producción musical en la Leeds College of Music. A pocas semanas de haberse establecido en Leeds, dos de sus amigos más cercanos murieron en un accidente automovilístico, lo que le causó una gran depresión. Newman devastado por la pérdida, recurrió a la música como un medio de superación y comenzó a escribir canciones, a cantar y a tocar soul de Otis Redding mientras lloraba. Él cree que el «llanto» mientras realizaba interpretaciones «afectó» su voz haciéndola más expresiva, lo que lo motivó a seguir cantando. En Leeds, Newman se aficionó mucho más con el motown gracias a unos conocidos con quien compartía afinidad. Pasó tres años en Leeds y durante ese tiempo, además de realizar actividades musicales, trabajó como recolector de vidrio y como camarero.
Después de obtener su título en música, Newman a los veinte años se trasladó a la ciudad de Londres  con la idea de formar una banda. El obtuvo un trabajo en un bar llamado Old Dairy en Stroud Green, un barrio al norte de Londres. Luego mostrar su interés de formar una agrupación musical, le presentaron al músico y productor Piers Agget, y después de encontrar a otras personas, integraron un grupo musical  y empezaron a realizar actuaciones musicales por Londres; Agget actuó en los teclados. Newman perdió su puesto de trabajo el Old Dairy y con el tiempo la banda se disolvió. Newman posteriormente laboró en el bar The Silver Bullet en el área de Finsbury Park en Londres, que le permitió conocer a varios músicos En 2011, Newman llamó la atención de un agente de Island Records, y a finales de año firmó un contrato de grabación. Al año siguiente, Agget lo invitó a participar en dos temas para el álbum debut de un grupo musical llamado Rudimental que formó oficialmente en 2010 con varios amigos de la infancia. Así Newman coescribió a «Feel the Love» y «Not Giving In», para los que además prestó su voz.
En mayo de 2012, Rudimental lanzó a «Feel the Love» como un sencillo para su álbum debut, Home, y se convirtió en un éxito en Reino Unido al entrar a la posición 1 de la lista de sencillos británica. El tema también fue notorio en varios países de Europa, entre ellos Bélgica y los Países Bajos donde se situó en el puesto 2 de su lista de sencillos, y también en Oceanía al ingresar en la número 3 y la 4 de los ránquines de éxitos de Australia y Nueva Zelanda respectivamente. En noviembre de 2012 se llevó a cabo la publicación de «Not Giving In», que tuvo un éxito moderado en Reino Unido al obtener el puesto 14 del ranquin de sencillos británica. En el informe de ventas de 2012, «Feel the Love» figuró como la decimosexta canción más vendida del año, con 619 000 unidades. Newman se embarcó en una gira musical con Rudimental para promocionar al álbum debut de la banda. Él también actuó como telonero para Plan B.

### TributeyRevolve(2013-15)
Newman ganó popularidad en varios países después de sus dos primeras colaboraciones con Rudimental, así cuando lanzó sencillo debut como artista principal, «Love Me Again», el 1 de julio de 2013  se convirtió en un éxito en más de catorce países al ingresar a las diez principales de su lista de sencillos, entre los que incluye España, Bélgica, Irlanda, Portugal, Australia y Nueva Zelanda. En Estados Unidos se situó en el puesto 30 del Billboard Hot 100, y en Reino Unido, pasó a ser su segundo número uno en la lista de sencillos británica. «Love Me Again» culminó 2013 como la decimocuarta canción más vendida en Reino Unido. El 7 de octubre de 2013 se publicó su segundo sencillo «Cheating»  y obtuvo el puesto 9 del ranquin de popularidad de sencillos británica. A mediados de octubre de 2014 salió a la venta el álbum debut del artista, Tribute, que alcanzó el puesto número 1 de la lista de álbumes de Reino Unido. En Estados Unidos,  Tribute obtuvo el puesto 24 del Billboard 200 por más de 100 000 copias. En general, el álbum recibió reseñas favorables de parte de los críticos especializados; el periodista Simon Butcher, de Clash, escribió que apresar de ser un álbum de «ruptura», «musicalmente es optimista». Butcher alabó la mezcla del motown con sonidos contemporáneos del dance, aunque encontró similitudes con The Defamation of Strickland Banks (2010) de Plan B, considerándolo un aspecto negativo. En reconocimiento a las ventas de Tribute en Reino Unido la British Phonographic Industry (BPI) lo certificó platino. En diciembre de 2013, lanzó «Losing Sleep» como el tercer corte de Tribute. Newman promocionó a Tribute y sus sencillos en varios programas de televisión de Reino Unido y Estados Unidos entre ellas The Tonight Show Starring Jimmy Fallon, The Ellen DeGeneres Show y Today.

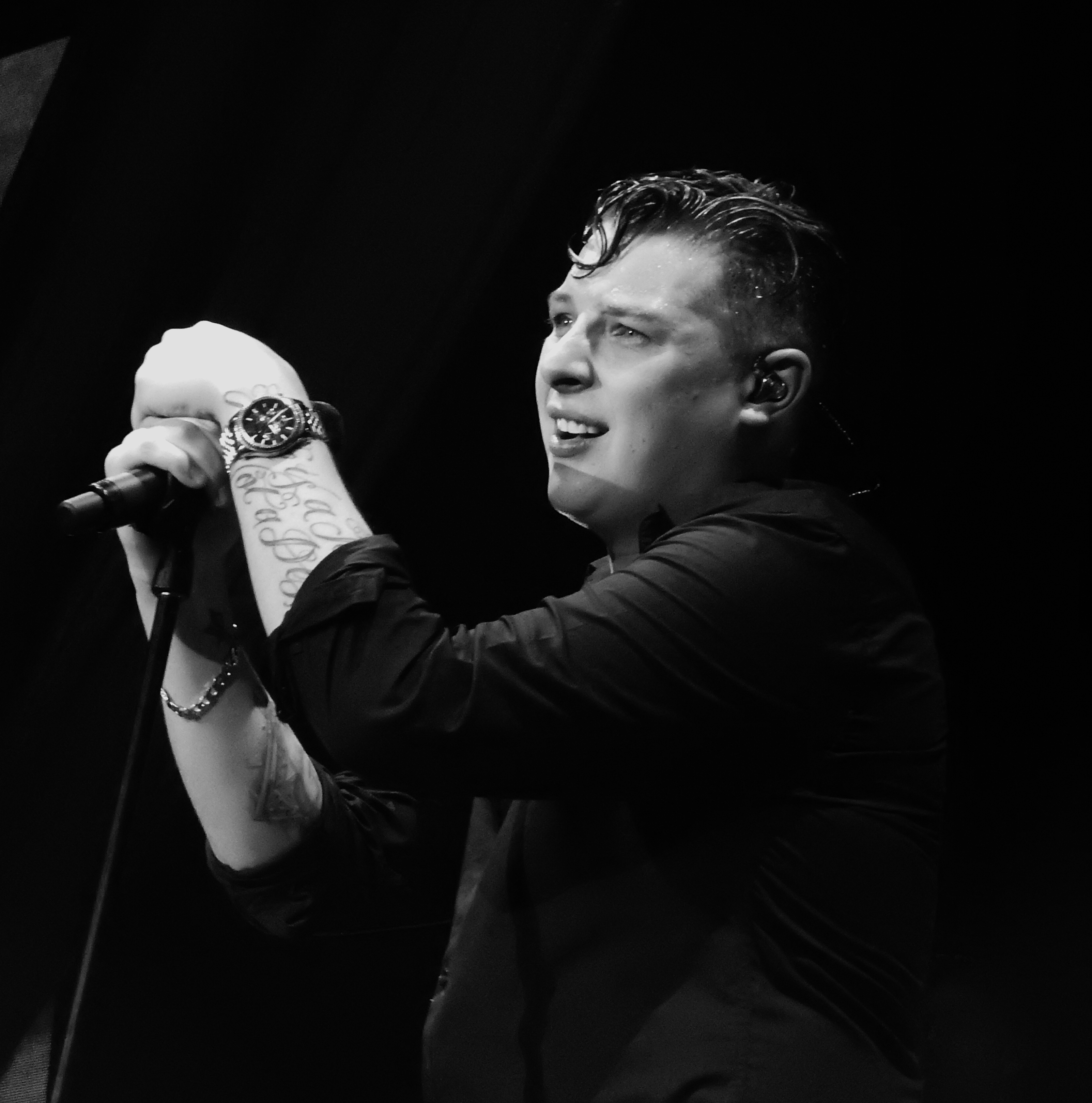
Newman actuando como telonero de Ellie Goulding en Reino Unido.

En los Brit Awards de 2014, Newman figuró entre los candidatos al galardón solista británico masculino y «Love Me Again» estuvo nominado al sencillo británico y vídeo británico, respectivamente. El 7 de septiembre de 2014 el disyóquey Calvin Harris lanzó al mercado musical un sencillo titulado «Blame», en el que Newman participa como vocalista. El tema tuvo un éxito al encabezar los listados de popularidad de sencillos de Finlandia, Suecia, Noruega, Portugal, Reino Unido y Países Bajos. Asimismo entró a las diez principales en España, Francia, Alemania e Irlanda, entre otros. En Reino Unido «Blame» pasó a ser el tercer tema de Newman que se situó en la número 1 del ranquin de sencillo británica. En Estados Unidos entró en el puesto 19 del Billboard Hot 100  y vendió más de un millón de copias en el país, por lo que fue certificado platino por la Recording Industry Association of America (RIAA).
En junio de 2015, Newman publicó «Come & Get It» como el sencillo principal de su segundo álbum de estudio, Revolve. El tema ingresó en el puesto 5 del ranking de sencillo británico en julio de 2015. Revolve salió a la venta el 16 de octubre de 2015; tuvo un bajo recibimiento en listas musicales, su mejor posición en listas musicales fue la número 3 en el listado de álbumes de Reino Unido. Entre el 8 de marzo de 2016 hasta el 25 del mismo mes, Newman actuó en múltiples conciertos como telonero en gira musical Delirium World Tour de Ellie Goulding por Reino Unido.

## Características musicales

### Influencias y voz
En su juventud, Newman fue influenciado por la música northern soul y motown que su madre solía poner en casa. En su infancia, también se aficionó con las obras de Otis Redding, y con la música house, funky y rap de los años noventa principalmente de los artistas Jadakiss, 50 Cent y Ludacris. Él cita a Michael Jackson, James Brown, Prince, Berry Gordy, Swing Out Sister, Adele, Amy Winehouse, Otis Redding, Led Zeppelin, Diana Ross, Marvin Gaye y a Florence and the Machine como sus influencias.
El reportero Tim Teeman, del periódico The Guardian, encontró similitudes entre la voz de Newman con la de Adele y Winehouse, y lo etiquetó como la versión masculina de ellas. Newman comenta que «su voz conmovedora viene de la escucha de Otis Redding».

## Discografía
- Tribute (2013)
- Revolve (2015)
- Fire in Me (2018)

## Giras musicales
Telonero
- 2016: Delirium World Tour (Reino Unido) de Ellie Goulding

### Publicaciones
- Newman, John (16 de octubre de 2015). Revolve: The Book (en inglés). Londres: Quadrille Publishing. ISBN 978-1849496506. OCLC 929605908.